# 形成判決
形成判決（けいせいはんけつ）は、民事訴訟において、法律関係を直接発生、変更又は消滅させることを目的とする判決である。

## 形成判決の例
- 離婚訴訟における請求認容判決

「原告と被告とを離婚する」との判決が確定することにより、それまで原告と被告との間にあった婚姻関係が消滅するという法律関係の変更がもたらされることとなる。
- 詐害行為取消請求訴訟における請求認容判決
- 請求異議訴訟における請求認容判決
- 共有物分割訴訟における共有物の分割方法を定めて分割を命じる判決